# Nicola I di Transilvania
Nicola I di Transilvania (in ungherese Miklós; ... – dopo il 1203) fu un nobile ungherese vissuto a cavallo tra il XII e il XIII secolo il quale ricoprì diversi incarichi secolari durante il regno di Emerico d'Ungheria.
Menzionato per la prima volta come ispán (comes) del comitato di Sopron nel 1198, in quanto confidente di Emerico gli fu concessa la possibilità di operare in veste di bano di Slavonia e contemporaneamente di ispán del comitato di Zala dal 1198 al 1199 (mentre il fratello ribelle di Emerico, il duca Andrea, nominò un suo bano personale, Andrea). Ricoprì inoltre la carica di ispán del comitato di Bihar nello stesso anno, nel 1199.
Niccolò fu nominato voivoda di Transilvania nel 1201. Secondo un diploma dalla dubbia autenticità, ricoprì l'incarico pure nel 1202. Successivamente ricoprì la carica di ispán del comitato di Újvár nel 1203. In quanto fedele sostenitore del re Emerico, è indubbio che la sua persona non coincidesse con l'altro Nicola, che fu il primo palatino al servizio di Andrea II d'Ungheria, fratello e rivale di Emerico nella cosiddetta guerra dei fratelli. Di conseguenza Nicola, bano di Slavonia per conto del duca Andrea nel 1200, era un altro aristocratico. Tuttavia, è possibile che un certo Nicola che ricoprì il ruolo di ispán del comitato di Szatmár nel 1181 coincidesse con quello che fu in futuro voivoda. Suo figlio Stefano si unì ai sostenitori del duca Béla nel 1220.